# 총구 에너지

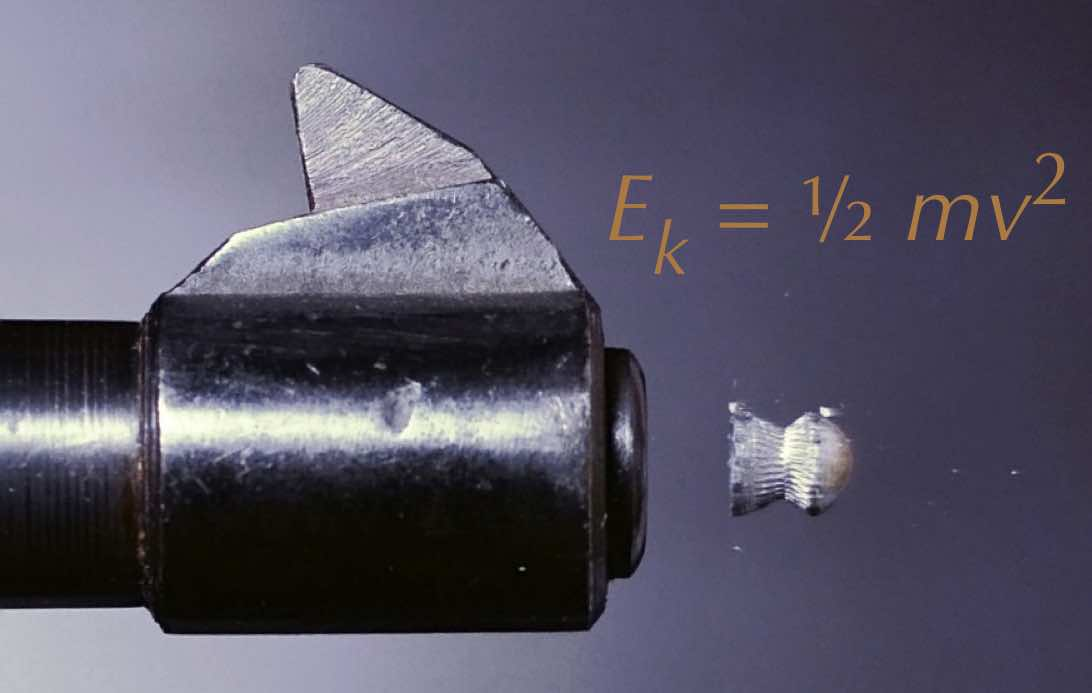

총구 에너지 또는 머즐 에너지(muzzle energy)는 총기의 총구에서 탄알이 방출되는 총알의 운동 에너지이다. 비교를 위해 공기 역학 및 중력과 같은 요소를 고려하지 않고 총구 에너지는 특정 총기 또는 탄약통의 파괴 가능성을 대략적으로 표시하는 데 사용된다. 총알이 무거울수록, 특히 빠르게 움직일수록 총구 에너지가 높아지고 피해도 더 커진다.

## 운동 에너지
운동 에너지의 일반 공식은 아래와 같다.
{\displaystyle E_{\mathrm {k} }={\frac {1}{2}}mv^{2},}
여기서 v는 탄알 속도, m은 탄알 질량이다.

## 같이 보기
- 포구속도

## 리소스
- Edward F. Obert, Thermodynamics, McGraw-Hill Book Co., 1948.
- Mc Graw-Hill encyclopedia of Science and Technology, volume ebe-eye and ice-lev, 9th Edition, Mc Graw-Hill, 2002.